# Bucentauro (mitologia)
O bucentauro é uma criatura mitológica originada na Idade Média, que integra a macro-família dos centauros, consistindo num centauro com corpo de touro em vez do de cavalo. É, portanto, o inverso de um minotauro, que possui a cabeça do touro e o corpo de homem.

## Etimologia
A palavra entra na língua portuguesa por via do latim medieval bucentaurus, sendo que esta, por seu turno terá provindo do grego βουκένταυρος , por aglutinação dos étimos βους (bous, «touro») e  κένταυρος (kentauros, «centauro»).

## História
O bucentauro não é um ser da mitologia grega, mas inspira-se nela, porquanto foi criado a partir do mito do centauro. Tem maior resistência física e são mais robustos que os centauros e onocentauros, assim nas cenas de batalhas são visto trajados com resistentes armaduras e portando armas pesadas como as maças, maças de armas, chicotes de armas e martelos.

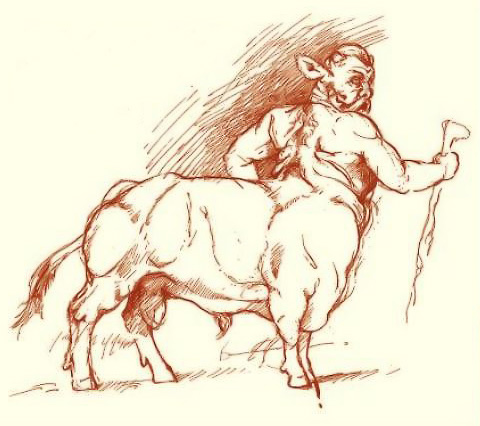
Representação de um bucentauro

## Herança naval
- Houve uma série de galeões venezianos[7], dos séculos XIV a XVIII, que foram batizadas como Bucentauro, mas por deformação da palavra italiana «bucintoro», corruptela de buzino d'oro[8], «barcaça dourada»[1].

- Houve outro navio, do início do século XIX, que foi batizado em França como Bucentaure , mas desta vez não era um galeão, mas antes um navio de linha. O Bucentaure participou em 1805 na Batalha de Trafalgar como a nau capitânia da Marinha Imperial Francesa. Depois de ter sido capturado pelos ingleses, a tripulação amotinou-se e conseguiu libertar o navio, porém, por ter perdido os mastros durante a batalha, o navio desgovernou-se e acabou por se afundar na Baía de Cádis.